# Bassma Kodmani

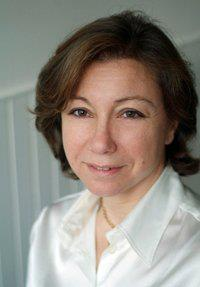
Bassma Kodmani (2012)

Bassma Kodmani (arabisch بسمة قضماني, DMG Basma Quḍmānī, *  29. April 1958 in Damaskus; † 2. März 2023 in Paris) war eine syrische Politikwissenschaftlerin und Politikerin. Sie lebte in Frankreich und zählte zu den bekanntesten Figuren der säkularen syrischen Opposition.

## Leben und Karriere
Bassma Kodmani entstammte einer syrischen Notabelnfamilie. Ihr Großonkel Dschamil Mardam-Bey war zweimal Ministerpräsident der unter französischer Mandatsherrschaft errichteten Syrischen Republik und Mitgründer der Unabhängigkeitsbewegung Nationaler Block. Ihr Vater, der Diplomat Nazem Kodmani, bemühte sich in den 1960er Jahren um die Verbesserung der diplomatischen Beziehungen zwischen Syrien und Frankreich, die aufgrund der Sueskrise 1956 unterbrochen waren. Nach der syrisch-ägyptischen Niederlage im Sechstagekrieg 1967 fiel Nazem Kodmani aufgrund einer Auseinandersetzung mit dem damaligen syrischen Außenminister in Ungnade und musste Syrien mit seiner Familie verlassen.
Die Familie Kodmani unterhielt enge persönliche Beziehungen nach Frankreich; Bassma Kodmani besuchte eine katholisch-französische Schule in Damaskus und studierte später am französischen Institut für politische Studien (Sciences Po) in Paris. Sie wurde 1994 mit einer Dissertation über die Palästinafrage unter der Aufsicht des Politikwissenschaftlers und späteren UN-Sondergesandten Ghassan Salamé promoviert. Die Doktorarbeit wurde unter dem Namen „Bassma Kodmani-Derouiche“ veröffentlicht, den sie für einige Jahre aufgrund ihrer Ehe mit dem palästinensischen Journalisten Nabil Derouiche führte.
Zwischen 1981 und 1998 war Bassma Kodmani als Forscherin am Französischen Institut für Internationale Beziehungen (IFRI) tätig, wo sie unter anderem die Forschungsgruppe Naher Osten leitete.
Von 1998 bis 2005 leitete sie das Nahostprogramm für „Governance und Internationale Zusammenarbeit“ der US-amerikanischen Stiftung Ford Foundation. 2005 gründete sie gemeinsam mit anderen arabischstämmigen Intellektuellen die Denkfabrik Arab Reform Initiative.
Bassma Kodmani war die Schwester der besonders in Frankreich bekannten Journalistin und Autorin Hala Kodmani.
2012 verlieh Frankreichs Präsident François Hollande Bassma Kodmani den Rang Chevalière (Ritterkreuz) der französischen Ehrenlegion. Kodmani starb am 2. März 2023 an den Folgen einer langen Erkrankung in Paris. Präsident Emmanuel Macron würdigte sie über seinen Twitter-Account als „freie und mutige Syrerin“.

### Politische Arbeit und Positionen
Aufgrund ihrer Sprachkenntnisse, ihrer familiären Beziehungen und ihrer nahostpolitischen Expertise wurde Bassma Kodmani mit Beginn der Proteste in Syrien im Zuge des Arabischen Frühlings 2011, die später in einem Bürgerkrieg mündeten, zu einer gefragten Ansprechpartnerin für europäische und amerikanische Diplomaten bei der Suche nach einer Beilegung der Krise. Bassma Kodmani engagierte sich in der Oppositionsgruppe Syrischer Nationalrat (SNC) und wurde zu dessen Sprecherin ernannt. Anfang 2012 forderte sie in dieser Funktion ein militärisches Eingreifen des Westens zum Schutze der Zivilbevölkerung.
Im Sommer 2012 trat Bassma Kodmani als Sprecherin des SNC zurück. Hinsichtlich des Motivs dieser Entscheidung wurde vermutet, sie habe die wachsende Rolle islamistischer und bewaffneter Gruppen im Widerstand gegen das Regime von Baschar al-Assad zunehmend kritisch gesehen und sich deshalb distanziert.
Ab 2013 forderte sie wiederholt ein stärkeres politisches Engagement Europas für eine Verhandlungslösung in Syrien. Andernfalls würden sich insbesondere in den Unterstützerstaaten des syrischen Regimes, Russland und Iran, die „Radikalen“ durchsetzen, die eine militärische Lösung des Konflikts durchsetzen wollten.
Bassma Kodmani wurde Mitglied des „Hohen Verhandlungskomitees der Regimegegner“, eines Zusammenschlusses verschiedener Oppositionsgruppen, das 2015 bei einem Gipfeltreffen in Riad gegründet wurde und die Anerkennung mehrerer europäischer Staaten genoss.
2019 wurde Kodmani in das unter Ägide der Vereinten Nationen tagende Syrische Verfassungskomitee berufen. Sie war Mitglied im Rat der syrischen Charta und trat als solches mehrfach öffentlich in Erscheinung.
In einem im Mai 2020 veröffentlichten Aufsatz für die Denkfabrik European Council on Foreign Relations empfahl sie den europäischen Staaten, auf eine stärkere russisch-amerikanische Kooperation in Syrien hinzuarbeiten. So könnten Syriens Gesellschaft und Wirtschaft und damit „konstruktive Akteure“ im Land gestärkt werden. Die Gelegenheit sei günstig, da Russland „ungeduldig“ gegenüber Präsident Assad sei. In einem Interview mit dem Nahost-Magazin zenith präzisierte Kodmani ihre Aussage: Die russische Führung halte Assad zwar für „inkompetent“, setze aber weiterhin auf ihn, um ihre Pläne in Syrien zu verwirklichen.